# Baie Déception
Baie Déception är en vik i Kanada.   Den ligger i provinsen Québec och territoriet Nunavut, i den östra delen av landet, 1 900 km norr om huvudstaden Ottawa.
Trakten runt Baie Déception består i huvudsak av gräsmarker. Trakten runt Baie Déception är nära nog obefolkad, med mindre än två invånare per kvadratkilometer.